# 6981 Chirman
A 6981 Chirman (ideiglenes jelöléssel 1993 TK2) a Naprendszer kisbolygóövében található aszteroida. Bassano Bresciano fedezte fel 1993. október 15-én.